# David Kämpf
David Kämpf, född 12 januari 1995, är en tjeckisk professionell ishockeyforward som är kontrakterad till Chicago Blackhawks i National Hockey League (NHL) och spelar för deras primära samarbetspartner Rockford Icehogs i American Hockey League (AHL). Han har tidigare spelat på lägre nivåer för Piráti Chomutov i Extraliga och WSM Liga.
Kämpf blev aldrig draftad.

## Statistik
| 2012–2013        | Piráti Chomutov    | Extraliga        | 2   | 0  | 0  | 0  | 0  | —  | — | — | —  | — |
|                  | SK Kadaň           | WSM Liga         | 6   | 0  | 3  | 3  | 0  | 2  | 0 | 0 | 0  | 0 |
| 2013–2014        | Piráti Chomutov    | Extraliga        | 45  | 1  | 2  | 3  | 12 | 6  | 0 | 1 | 1  | 2 |
|                  | SK Kadaň           | WSM Liga         | 5   | 0  | 2  | 2  | 0  | —  | — | — | —  | — |
| 2014–2015        | Piráti Chomutov    | WSM Liga         | 44  | 11 | 13 | 24 | 16 | 11 | 2 | 5 | 7  | 6 |
| 2015–2016        | Piráti Chomutov    | Extraliga        | 42  | 9  | 4  | 13 | 22 | 8  | 0 | 1 | 1  | 0 |
| 2016–2017        | Piráti Chomutov    | Extraliga        | 52  | 15 | 16 | 31 | 16 | 15 | 3 | 7 | 10 | 6 |
| 2017–2018        | Chicago Blackhawks | NHL              | 2   | 0  | 0  | 0  | 2  | —  | — | — | —  | — |
|                  | Rockford Icehogs   | AHL              | 30  | 7  | 9  | 16 | 10 | —  | — | — | —  | — |
| NHL totalt       | NHL totalt         | NHL totalt       | 2   | 0  | 0  | 0  | 0  | —  | — | — | —  | — |
| AHL totalt       | AHL totalt         | AHL totalt       | 30  | 7  | 9  | 16 | 10 | —  | — | — | —  | — |
| Extraliga totalt | Extraliga totalt   | Extraliga totalt | 141 | 25 | 22 | 47 | 50 | 29 | 3 | 9 | 12 | 8 |
| WSM Liga totalt  | WSM Liga totalt    | WSM Liga totalt  | 55  | 11 | 18 | 29 | 18 | 13 | 2 | 5 | 7  | 6 |

### Internationellt
| Källa: Uppdaterad: 2017-12-30 | Källa: Uppdaterad: 2017-12-30 | Källa: Uppdaterad: 2017-12-30 |         | Utv = Utvisningsminuter | Utv = Utvisningsminuter | Utv = Utvisningsminuter | Utv = Utvisningsminuter | Utv = Utvisningsminuter |
| År                            | Lag                           | Mästerskap                    | Matcher | Mål                     | Assists                 | Poäng                   | Utv                     |                         |
| ----------------------------- | ----------------------------- | ----------------------------- | ------- | ----------------------- | ----------------------- | ----------------------- | ----------------------- | ----------------------- |
| 2012                          | Tjeckien                      | Ivan Hlinkas minnesturnering  | 5       | 1                       | 0                       | 1                       | 0                       |                         |
| 2013                          | Tjeckien                      | U18-VM                        | 5       | 2                       | 2                       | 4                       | 6                       |                         |
| 2014                          | Tjeckien                      | JVM                           | 5       | 1                       | 1                       | 2                       | 4                       |                         |
| 2015                          | Tjeckien                      | JVM                           | 5       | 0                       | 2                       | 2                       | 0                       |                         |
| 2016–2017                     | Tjeckien                      | EHT                           | 8       | 1                       | 1                       | 2                       | 2                       |                         |
| Junior totalt                 | Junior totalt                 | Junior totalt                 | 20      | 4                       | 5                       | 9                       | 10                      |                         |
| Senior totalt                 | Senior totalt                 | Senior totalt                 | 8       | 1                       | 1                       | 2                       | 2                       |                         |